# كيف تروض تنينك (فلم 2025)
كيف تروض تنينك (الإنجليزية: How to Train Your Dragon) هو فيلم فانتازيا حي أمريكي صدر عام 2025، من تأليف وإخراج وإنتاج دين ديبلوس. يُعد الفيلم نسخة حية من فيلم الرسوم المتحركة الذي صدر عام 2010 من إنتاج دريم ووركس أنيميشن، والمستوحى من أولى روايات سلسلة "كيف تروض تنينك" للكاتبة كريسيدا كويل. يضم طاقم تمثيل الفيلم مايسون ثايمز، نيكو باركر، نيك فروست، جوليان دينيسون، غابريل هاول، برونوين جيمس، هاري تريفالدوين، روث كود، بيتر سيرافينوفيتش، موري ماك آرثر، وجيرارد بتلر الذي يعيد تجسيد شخصية "ستويك" التي أداها صوتيًا في الثلاثية الأصلية. يشكّل الفيلم أول إنتاج حي من دريم ووركس أنيميشن، كما يُعد أول إعادة إنتاج واقعية لأحد أفلامها.
أُعلن عن خطط تطوير الفيلم في فبراير 2023، مع تأكيد عودة ديبلوس لكتابة السيناريو وإخراج الفيلم وإنتاجه، بعد أن قاد إخراج الثلاثية الأصلية. عاد أيضًا المؤلف الموسيقي جون باول، الذي لحّن الموسيقى التصويرية للأفلام المتحركة، لتأليف موسيقى النسخة الحية. اُختير كل من مايسون ثايمز ونيكو باركر لدوري البطولة في مايو 2023، بينما جرى الكشف عن بقية طاقم التمثيل في يناير 2024. انطلق التصوير الرئيسي في يناير بمدينة بلفاست في أيرلندا الشمالية، واختُتم في مايو من العام نفسه.
عُرض فيلم كيف تروض تنينك لأول مرة في سينماكون بتاريخ 2 أبريل 2025، وصدر في الولايات المتحدة عن طريق شركة يونيفرسال بيكشرز بتاريخ 13 يونيو 2025. تلقى الفيلم مراجعات إيجابية بشكل عام من النقاد، وحقق إيرادات تجاوزت 623 مليون دولار أمريكي ليصبح خامس أعلى فيلم من حيث الإيرادات لعام 2025. من المقرر إصدار تكملة مبنية على الفيلم الثاني من الثلاثية الأصلية في 11 يونيو 2027.

## الحبكة
تُهاجم التنانين قرية الفايكنغ بيرك باستمرار، حيث تسرق المواشي وتهدّد حياة السكان. هيكاب هوريندوس هادوك الثالث، وهو فتى منبوذ يبلغ من العمر 16 عامًا وابن زعيم القرية ستويك الواسع، يتعلّم الحدادة على يد غوبر، ويطوّر أدوات ميكانيكية لمساعدته في تجاوز ضعفه الجسدي، إلا أن هذه الابتكارات كثيرًا ما تتسبّب في كوارث. خلال إحدى هجمات التنانين الأخيرة، ينجح هيكاب في إسقاط تنين نادر يُعرف باسم "غضب الليل" باستخدام مقلاع يطلق الكرات المربوطة، غير أن أحدًا لا يصدّقه. في محاولة لإثبات جدارته، يتسلّل إلى الغابة لقتل التنين الذي أسقطه، لكنه يتردّد حين يجده عالقًا وعاجزًا عن المقاومة، ويقرر إطلاق سراحه، ليفاجأ بأن التنين يصفح عنه ويهرب.
في الأثناء، يقود ستويك حملة بحرية للعثور على عش التنانين وتدميره، ويُقنعه غوبر بتسجيل هيكاب في صفّ تدريب الفايكنغ على قتال التنانين، إلى جانب فيشليغز، سنوتلوت، التوأمين رافنَت وتافنَت، وأستريد التي يكنّ لها هيكاب مشاعر الإعجاب. يُنتقد هيكاب من زملائه كونه ابن الزعيم، ويواجه صعوبة في التدريب. يعود لاحقًا إلى الغابة ليجد "غضب الليل" محاصرًا في خليج، عاجزًا عن الطيران بعدما فقد جزءًا من زعنفته الذيلية جراء إصابته. يُكوّن هيكاب علاقة صداقة مع التنين ويُطلق عليه اسم "توثلس" (عديم الأسنان) لأسنانه القابلة للسحب، ويصنع له حزامًا وزعنفة صناعية تتيح له الطيران بمساعدته، حيث يمتطيه ويوجهه أثناء التحليق.
يتعلّم هيكاب عن سلوك التنانين من خلال توثلس، ويبدأ في التفوّق خلال التدريب، ما يُثير إعجاب رفاقه ويُثير شكوك أستريد. في الوقت ذاته، تفشل حملة ستويك في العثور على العش وتُمنى بخسائر، بسبب التضاريس الوعرة. عندما يُطلب من هيكاب قتل تنين في امتحانه النهائي، يُخطّط للهرب مع توثلس، لكن أستريد تكتشف أمره. ليكسب ثقتها، يصطحبها في جولة على ظهر توثلس ليريها وداعته، وأثناء التحليق، ينجذب توثلس إلى موقع العش، حيث يكتشفان وجود تنين عملاق يُعرف باسم "الموت الأحمر"، يُجبر التنانين الأصغر على جلب الطعام له تفاديًا لأن يفترسهم. تُدرك أستريد أن التنانين تهاجم بيرك بدافع البقاء، لكنها توافق على كتمان الأمر حفاظًا على سلامة توثلس.
خلال الامتحان النهائي، يُواجه هيكاب تنينًا من نوع "الكابوس الوحشي"، ويُحاول إظهار أن التنانين يمكن أن تكون مسالمة، إلا أن ستويك يتدخّل ويستفزّ التنين، ما يدفع توثلس إلى التدخل لحماية هيكاب، لكنه يُؤسَر. يُواجه ستويك ابنه غاضبًا، ويتهمه بالخداع، قبل أن يكتشف دون قصد أن توثلس هو الوحيد الذي يعرف موقع العش. فيسوقه معه لقيادة الأسطول نحو الموقع، ويتّهم هيكاب بخيانة الفايكنغ، لكنه يندم لاحقًا. يشعر هيكاب بالخزي، غير أن أستريد تُشجّعه وتذكّره بأن ما فعله كان بدافع الشفقة. يستعيد ثقته بنفسه، ويُعلّم أصدقاءه كيف يتواصلون مع التنانين التي تدربوا عليها، وينطلقون معًا للّحاق بالمحاربين.
يصل ستويك وفايكنغ بيرك إلى العش ويُطلقون العنان للموت الأحمر، الذي يتفوق عليهم بسهولة. يُشتّت راكبو التنانين انتباه الوحش، بينما يُحاول هيكاب تحرير توثلس. يتمكن ستويك من إنقاذهما ويعتذر لهيكاب عن عدم إنصاته له. في معركة جوية شرسة، يُمزّق توثلس وهيكاب غشاء جناحي الموت الأحمر، ويُطلقان قذيفة بلازمية نحوه قبل أن يتمكّن من إطلاق نيرانه، فيسقط وينفجر. يُفقد هيكاب الوعي أثناء الانفجار، لكن توثلس يُنقذه، على الرغم من فقدانه قدمه اليسرى.
لاحقًا، يستيقظ هيكاب في بيرك ليجد أن التنانين باتت تعيش بسلام إلى جانب الفايكنغ. يصنع له غوبر طرفًا صناعيًا جديدًا، وكذلك لتوثلس. يُصبح هيكاب محبوبًا في قريته، وتبدأ أستريد بمواعدته.

## طاقم الممثلين
- مايسون ثايمز في دور هيكاب هادوك الثالث: فتى في السادسة عشرة من عمره، يعاني من الارتباك الاجتماعي، وهو ابن الزعيم ستويك العظيم.[4]
- نيكو باركر في دور أسترِد هوفيرسون: فتاة شجاعة وزميلة هيكاب في تدريب قتال التنانين، كما تمثل اهتمامه العاطفي.[4]
- جيرارد باتلر في دور ستويك العظيم: زعيم قرية بيرك ووالد هيكاب؛ أعاد باتلر تجسيد الدور الذي أدّاه في النسخة المتحركة.[5]
- نيك فروست في دور غوبر ذا بيلتش: حدّاد قرية بيرك وصديق مقرب لستويك، ومدرّب الفتيان على قتال التنانين.[6]
- غابرييل هاول في دور سناتلاوت يورغينسون: منافس هيكاب اللدود.[7]
- جوليان دينيسون في دور فيشليغس إنغِرمان: أفضل أصدقاء هيكاب.[7]
- برونوين جيمس في دور رافنَت ثورستون: الأخت التوأم لتافنت.[7]
- هاري تريفالدُوين في دور تافنَت ثورستون: الأخ التوأم لرافنت.[7]
- بيتر سيرافينوفيتش في دور سبايتلاوت يورغينسون: والد سناتلاوت ونائب ستويك.
- روث كود في دور فليغما الشرسة: إحدى سكان قرية الفايكنغ.[8]
- نايومي ويرثنر في دور غوثي: الحكيمة العجوز في القرية.
- موراي مكآرثر في دور هُوارك.[9]
- أندريا وير في دور بيرنهارت: من سكان قرية الفايكنغ.
- آنا ليونغ بروفي في دور ريتشا: من سكان قرية الفايكنغ.
- ماركوس أونيلود في دور سنورتي: من سكان قرية الفايكنغ.
- بيتر سيلوود في دور درول: من سكان قرية الفايكنغ.
- دانيال-جون ويليامز في دور فانغي: من سكان قرية الفايكنغ.
- كيت كينيدي في دور فلاتيولا: من سكان قرية الفايكنغ.
- سيلينا جونز في دور لوغي: من سكان قرية الفايكنغ.
- نيك كورنوال في دور هيرل: من سكان قرية الفايكنغ.

- صمويل جونسون في دور سكالدور: من سكان قرية الفايكنغ.

## إنتاج
أُفيد في فبراير 2023 بأن نسخة حيّة من فيلم كيف تروض تنينك (2010) من إنتاج دريم ووركس أنيميشن، والمستوحى بشكل غير مباشر من سلسلة الكتب التي تحمل الاسم نفسه للكاتبة كريسيدا كويل، كانت قيد التطوير لدى شركة يونيفرسال بيكتشرز. تولّى دين ديبلوس مهمة الإخراج وكتابة السيناريو والإنتاج، بعد أن سبق له كتابة وإخراج الأجزاء المتحركة من السلسلة. كما انضم كل من مارك بلات وآدم سيغل كمنتجين مشاركين في المشروع. وافق ديبلوس على إخراج النسخة الحيّة بشرط حصوله على التحكّم الإبداعي الكامل في العمل. وفي نوفمبر 2024، أفادت مجلة فوربس بأن شركة يونيفرسال أنفقت أكثر من 50 مليون دولار أمريكي على أعمال ما قبل الإنتاج الخاصة بالفيلم.

### اختيار الممثلين
أُعلن في مايو 2023 عن اختيار مايسون ثايمز ونيكو باركر لتأدية دوري هيكاب وأستريد على التوالي. انضم جيرارد بتلر إلى طاقم الفيلم في يناير 2024 ليُعيد تجسيد شخصية ستويك التي قدمها في أفلام الرسوم المتحركة السابقة. كما أُعلن لاحقًا في نفس الشهر عن انضمام نيك فروست لدور جوبير وجوليان دينيسون لدور فيشليجز وجابرييل هاول لدور سنوتلوت وبروين جيمس لدور رافنت وهاري تريفالدوين لدور تافنت. التحقت روث كود بطاقم العمل في مارس بدور فليجما.

### التصوير
كان من المقرر أن تبدأ مرحلة التصوير الرئيسي للفيلم في يوليو 2023 بمدينة بلفاست في أيرلندا الشمالية، إلا أن الإنتاج تأجل نتيجة إضراب نقابة ممثلي الشاشة (ساغ-أفترا) عام 2023. عقب انتهاء الإضراب، حُدّدت اختبارات الأداء للشهر التالي في ديسمبر 2023، مع التخطيط لانطلاق التصوير في منتصف إلى أواخر يناير 2024. بدأ التصوير رسميًا في 15 يناير 2024، وانتهى في 16 مايو من العام نفسه.
تولّى بيل بوب مهمة مدير التصوير السينمائي، وقد اُختير بناءً على توصية من المصوّر الشهير روجر ديكنز، الذي عمل سابقًا كمستشار بصري على النسخ المتحركة، لكنه اعتذر عن المشاركة في النسخة الحيّة، ورشّح بوب بدلاً عنه. صُوّر باستخدام مجموعة واسعة من الديكورات العملية، مع مراعاة تقنيات عرض آيماكس، كما أعيد تصوير العديد من المشاهد من الفيلم الأصلي بشكل مطابق تقريبًا من أبرزها لقاء هيكاب الأول بتوثليس.

### مرحلة ما بعد الإنتاج
تولت شركة فريمستور حصريًا تنفيذ المؤثرات البصرية في الفيلم، حيث جرى توزيع العمل بين فروع الشركة في كل من لندن، ملبورن، مونتريال، ومومباي، بينما شغل كريستيان مانز منصب المشرف العام على المؤثرات البصرية للإنتاج.
من أجل تحقيق أداء تمثيلي واقعي بين الممثلين وتنانينهم، وكذلك لتوجيه عمل فرق المؤثرات البصرية التي تولّت تحريك التنانين في مرحلة ما بعد الإنتاج، أُستخدمت دُمى خاصة في موقع التصوير. قاد توم ويلتون فريقًا من محرّكي الدمى، حيث ساهم أداؤهم المباشر في تمكين المصورين من تحديد مواقع التنانين داخل المشهد، مما أتاح للممثلين التفاعل مع تمثيلات محسوسة بدلاً من فراغ افتراضي. كما قامت شركة فريمستور المتخصصة في المؤثرات البصرية بتطوير أجهزة محاكاة ذات ثمانية محاور، جُهّزت ليركبها الممثلون أثناء مشاهد الطيران، مع تثبيت رؤوس التنانين عليها لتمثيل الحركة. مكّنت هذه التقنية كل ممثل من تقديم أداء فريد يعكس نمط الطيران الخاص بالتنين الذي يركبه.

### الموسيقى
في فبراير 2023، أعلن المؤلف الموسيقي جون باول أنه سيعود لتلحين موسيقى الفيلم، بعد أن كان قد وضع الموسيقى التصويرية للثلاثية الأصلية السابقة. صدرت الموسيقى التصويرية رسميًا بالتزامن مع إطلاق الفيلم في 13 يونيو 2025 عبر شركة "باك لوت ميوزك"، وقد سبقها إصدار منفرد بعنوان "اختبار قيادة توثليس"، وهو مقتبس من نموذج أولي (ديمو) لموسيقى الفيلم الأصلي.

## الإصدار
شهد فيلم كيف تروض تنينك عرضه العالمي الأول ضمن فعاليات سينماكون داخل قاعة الكولوسيوم في قصر سيزار بمدينة لاس فيغاس، بتاريخ 2 أبريل 2025، وذلك ضمن عرض استوديوهات يونيفرسال بيكتشرز لأفلامها السينمائية المقررة في عام 2025. تلا ذلك عرضه الدولي الأول خارج الولايات المتحدة في مهرجان سيدني السينمائي بتاريخ 9 يونيو 2025، إلى جانب عرض في لوس أنجلوس داخل متحف أكاديمية فنون وعلوم الصور المتحركة يوم 7 يونيو 2025، وعرض آخر في مهرجان تريبيكا السينمائي بمدينة نيويورك بتاريخ 11 يونيو 2025.
طُرح الفيلم في دور العرض السينمائية بالولايات المتحدة يوم 13 يونيو 2025 من قِبل شركة يونيفرسال، وشمل إطلاقه عروضًا بتقنيات RealD 3D، آيماكس (IMAX)، دولبي سينما (Dolby Cinema)، 4DX، سكرين إكس (ScreenX)، ودي-بوكس (D-Box). كان من المقرر أصلًا إطلاق الفيلم في 14 مارس 2025، غير أن إضراب نقابة ممثلي الشاشة عام 2023 أدى إلى تأجيله إلى موعده الجديد الحالي.

## التسويق
كُشف جزء تشويقي من الفيلم في عرض معاينة إمباير لعام 2025 الذي أقيم في 15 نوفمبر 2024، قبل عرض المقطع الدعائي الأول في صالات السينما بالتزامن مع إصدار فيلم ويكد. أُصدر المقطع الدعائي عبر الإنترنت في 19 نوفمبر، وتبعه مقطع فيديو قصير فيه رؤية المخرج دين ديبلوس حول كيفية تحويل القصة إلى نسخة حية. عُرضت لقطات جديدة من الفيلم في 9 فبراير 2025 خلال أحداث "سوبر بول 59"، تبعها إصدار المقطع الدعائي الرسمي في 12 فبراير 2025.
أطلقت شركة برغر كينغ أربع وجبات خاصة ضمن قائمتها الترويجية للفيلم، كما شاركت شركة بي إم دبليو في الترويج للفيلم من خلال حملة دعائية مرتبطة بسياراتها.

## الاستقبال

### شباك التذاكر
اعتبارًا من 10 أغسطس 2025، حقق فيلم كيف تروض تنينك إيرادات بلغت 261.5 مليون دولار في الولايات المتحدة وكندا، و362 مليون دولار في الأسواق الأخرى، ليصل مجموع إيراداته عالميًا إلى 623.5 مليون دولار أمريكي.
في الولايات المتحدة وكندا، أُصدر الفيلم إلى جانب ماديون وكان من المتوقع أن يحقق إيرادات إجمالية تتراوح بين 65 و80 مليون دولار من 4000 مسرح في عطلة نهاية الأسبوع الافتتاحية. حقق الفيلم 35.6 مليون دولار في يوم عرضه الأول، بما في ذلك 11.1 مليون دولار من العروض المسبقة، وافتتح لاحقًا بإيرادات بلغت 83.7 مليون دولار، متصدرًا شباك التذاكر ومسجلًا أفضل افتتاحية في تاريخ السلسلة. كان رابع أعلى افتتاحية في عام 2025 حتى الآن، بعد أفلام: ماينكرافت، ليلو وستيتش، وكابتن أمريكا: عالم جديد شجاع. احتفظ فيلم كيف تروض تنينك بصدارة شباك التذاكر في عطلة نهاية الأسبوع الثانية محققا 37 مليون دولار (انخفاض بنسبة 56%)، متفوقا على الأفلام الجديدة مثل بعد 28 عاما وإليو. في نهاية الأسبوع الثالثة، تفوق عليه فيلم فورمولا 1 وحقق 19.6 مليون دولار.

### الاستجابة النقدية و تقييمات الجمهور
على موقع تجميع المراجعات "روتن توميتوز"، 76% من أصل 245 مراجعة نقدية كانت إيجابية وجاء إجماع الموقع على النحو التالي: "فيلم "كيف تروض تنينك" المُصاغ بدقة عالية، والمُستوحى من فيلم الرسوم المتحركة الكلاسيكي للمخرج المشارك الأصلي دين ديبلوس، لا يتفوق على الجزء الأول، ولكنه لا يزال يصل إلى مستويات ساحرة بمفرده." أما موقع ميتاكريتيك، الذي يستخدم متوسطًا مرجحًا، فقد منح الفيلم درجة 61 من 100، بناءً على 43 ناقدًا، مما يشير إلى مراجعات "إيجابية عمومًا". منح جمهور السينما الذي استُطلعت آراؤه عبر موقع سينماسكور الفيلم متوسط درجة "A" على مقياس من A+ إلى F، وهي نفس الدرجة التي حصل عليها الفيلم الأصلي للرسوم المتحركة، في حين أعطى المشاركون في استطلاع بوست تراك تقييمًا إيجابيًا إجماليًا بنسبة 94%، مع إفادة 83% منهم بأنهم "سيُوصون بالتأكيد" بمشاهدة الفيلم.
حظي الفيلم بتقييمات متفاوتة من النقاد، تراوحت بين الإشادة والانتقاد. كتب براندون يو في صحيفة نيويورك تايمز مراجعة إيجابية، واصفًا الفيلم بأنه "نسخة حية وفية لفيلم الرسوم المتحركة الصادر عام 2010"، وأضاف أن "النتيجة كانت مبهجة في بعض اللحظات، وإن بدت آلية إلى حد ما". كذلك، قدّمت ديسي غوميز من ديدلاين هوليوود تقييمًا إيجابيًا، مشيرة إلى أن "بعض التفاصيل في مشاهد معينة قد عُدّلت، إلى جانب تغييرات طفيفة في الحوار لتحسين السرد، إلا أن النسخة الجديدة التزمت تمامًا بالبنية السردية الثلاثية للأصل". من جانبها، منحت هيلين أوهارا من مجلة إمباير الفيلم ثلاث نجمات من أصل خمس، وكتبت: "من الواضح أن العمل صُنع بمحبة واهتمام حقيقي، لكنه يُظهر تبجيلًا مفرطًا لمصدره الأصلي. حتى في النسخ الجديدة، نحتاج إلى مزيد من الابتكار وقليل من تكرار النجاحات السابقة". وكتب كايل سميث من وول ستريت جورنال أن "فيلم السيد ديبلوا يعود بنا إلى أسلوب صناعة أفلام الأطفال قبل عصر حرب النجوم، حينما كانت البساطة المفرطة سمة سائدة تتسم بالتقليل من ذكاء الجمهور". في المقابل، قدم راذهيان سيمونبيلاي من صحيفة الغاديان مراجعة سلبية، ومنح الفيلم نجمتين من أصل خمس، قائلاً: "تحاول دريم ووركس محاكاة قالب ديزني الخاص بإعادة إنتاج الأفلام الحية، لكنها لا تحقق النجاح المرجو". أما براين تاليريكو من موقع روجر إيبرت، فقد منح الفيلم نجمتين من أصل أربع، وكتب: "النسخة الجديدة من كيف تدرّب تنينك لا تتفوق على الأصل في أي جانب. ومع أنها ليست خالية تمامًا من الروح مثل أسوأ النسخ الحية، إلا أنها تظل دون التوقعات".

## تكملة
أعلنت شركة يونيفرسال بيكتشرز في 2 أبريل 2025 رسميًا عن بدء تطوير إعادة إنتاج حية للفيلم الثاني من ثلاثية الرسوم المتحركة الأصلية كيف تروض تنينك 2 (2014)، ومن المقرر أن يُعرض الفيلم في صالات السينما بتاريخ 11 يونيو 2027.

## روابط خارجية
- مقالات تستعمل روابط فنية بلا صلة مع ويكي بيانات